# Burbidgea pauciflora
Burbidgea pauciflora là một loài thực vật có hoa trong họ Gừng. Loài này được Theodoric Valeton mô tả khoa học đầu tiên năm 1906.

## Phân bố
Loài này có ở đảo Borneo, do giáo sư người Hà Lan là Anton Willem Nieuwenhuis (1864-1953) thu thập trong chuyến đi tới đó, nhưng không có chỉ dẫn chính xác về vị trí thu thập. Tuy nhiên, do Nieuwenhuis đã tham gia vào 3 chuyến thám hiểm lớn từ 1893 đến 1900 ở miền trung đảo Borneo và là người châu Âu đầu tiên vượt qua Borneo dưới sự bảo hộ của người Hà Lan (từ 1891) theo chiều từ tây sang đông (hoặc ngược lại), từ Pontianak (nay là thủ phủ tỉnh Tây Kalimantan, Indonesia) đến Samarinda (nay là thủ phủ tỉnh Đông Kalimantan, Indonesia) trong giai đoạn 1896–1897, nên rất có thể loài này phân bố tại Indonesia.